# René Serrano
René Serrano Slimming (Concepción, Chile, 2 de agosto de 1955) es un exfutbolista chileno. Jugaba de lateral y jugó en diversos equipos de Chile. Llegó a O'Higgins a comienzos de 1978 y logró campañas sobresalientes participando en tres ediciones de Copa Libertadores (1979, 1980 -semifinales-, y 1984). En los celestes fue director técnico los años 1998 y 1999. En el primero logró el ascenso a Primera División y en el segundo, alcanzó una campaña regular finalizando en la medianía de la tabla. Actualmente está radicado en Rancagua y es director del Colegio Quimahue de dicha región.

## Clubes

### Como jugador
| Club                | País  | Año       |
| ------------------- | ----- | --------- |
| Deportes Concepción | Chile | 1976-1977 |
| O'Higgins           | Chile | 1978-1985 |
| Audax Italiano      | Chile | 1986      |

### Como entrenador
| Club      | País  | Año       |
| --------- | ----- | --------- |
| O'Higgins | Chile | 1998-1999 |

## Palmarés
| Título                    | Club      | País  | Año  |
| ------------------------- | --------- | ----- | ---- |
| Liguilla Pre-Libertadores | O'Higgins | Chile | 1978 |
| Liguilla Pre-Libertadores | O'Higgins | Chile | 1979 |

### Distinciones individuales
| Distinción                                                                    | Año  |
| ----------------------------------------------------------------------------- | ---- |
| Incluido en el equipo ideal del Siglo de O'Higgins en votación de los Hinchas | 1999 |